# Соболев, Дмитрий Николаевич
Соболев, Дмитрий Николаевич (25 июля/6 августа 1872, с. Хрипели, Костромской губернии, — 16 марта 1949, Харьков) — русский геолог, палеонтолог и эволюционист, доктор геолого-минералогических наук (1934), заслуженный деятель науки УССР (1935). Исследовал геологию Келецко-Сандомирского кряжа (Польша), Украины и Русской платформы; внес большой вклад в изучение ископаемых головоногих.

## Биография
Родился 25 июля (6 августа) 1872 года в семье священника.
Окончил Костромскую духовную семинарию (1894). Не имея возможности, как семинарист, поступить в университет в центральной России, поступил в Варшавский университет, который окончил в 1899 г. с золотой медалью и степенью кандидата природоведческих наук. По окончании университета — ассистент кафедры геологии Варшавского политехнического института. Исследовал палеозойские отложения и тектонику Келецко-Сандомирского кряжа (тема, которой он начал заниматься ещё на третьем курсе университета).
В 1911 году защитил в Московском университете магистерскую диссертацию на тему «Средний девон Келецко-Сандомирского кряжа» и получает степень магистра минералогии и геогнозии.
В 1914 году подал в Киевский университет диссертацию по соисканию степени доктора геологии, на тему «Наброски по филогении гониатитов». Диссертация была отклонена из-за цитаты из Лукреция Кара, сочтенной непристойной. В том же году избран заведующим кафедрой геологии Харьковского университета — должность, которую занимал до самой смерти. Первое время после переезда в Харьков продолжал исследования в Польше; но ввиду Первой мировой войны и последовавшего затем приобретения Польшей независимости сосредоточился на исследованиях геологии Украины.
С 1922 года возглавляет Научно-исследовательскую кафедру геологии, преобразованную в 1935 году в НИИ геологии.

## Научные достижения
Внес крупный вклад в изучение тектоники и морфологии Келецко-Сандомирского кряжа и Украины. В 1914 г. установил параллельные ряды у ископаемых головоногих отряда гониатитов (древнейшая группа аммонитов), которым в 1924 г. дал имя «изоморфных». Открыл и описал ряд новых окаменелостей, в том числе девонского гониатита Eodevonaria zeuschneri (по современной классификации Chonetes zeuschneri). Этот вид, описанный в 1909 г. и названный в честь польского ученого Людвика Зейшнера
(первого исследователя Келецко-Сандомирского кряжа), выступает в качестве типового вида для рода Devonaria.
Автор более 200 работ, включая учебные пособия.
Явился одним из создателей концепции номогенеза и предвестником теории биосферы. Изложение его эволюционных воззрений см..
Дочь А. А. Любищева вспоминала, что на IV Съезде зоологов в Киеве (ок. 1930 года) в ответ на постоянные ссылки на «классиков марксизма» Соболев заявил: "Я вот слышу, что нас приглашают считать те или иные мнения непогрешимыми, а я со своих семинарских лет привык считать непогрешимость монополией Римского папы».